# Eduardo Guillot Meave
Eduardo Guillot Meave (Lima, 26 de septiembre de 1959) es un cineasta, productor de cine, documentalista, director de televisión y productor de televisión peruano. 

## Biografía
Se inicia en el cine a través de la escuela de Armando Robles Godoy.
Luego de trabajar en diversas áreas de producción, se establece como director y productor con la teleserie Matalaché, una adaptación de la novela homónima de Enrique López Albújar, sobre los conflictos raciales del Perú.
En 2007, produce y dirige el corto "La historia de Liz Rojas", basado en el testimonio de una mujer cuya madre desapareció durante el Conflicto armado interno del Perú. El testimonio fue recogido por la Comisión de la Verdad y la Reconciliación, la mesa de trabajo creada con el fin de elucidar las causas y consecuencias de la violencia vivida en el Perú entre 1980-2000. La obra fue premiada en el Festival de Cine Latinoamericano de Boston.
En el 2018 estrenó su primer largometraje, Caiga quien Caiga sobre el trabajo de la procuraduría ad hoc, encabezada por José Ugaz, que en el año 2000 investigó los casos de corrupción vinculados a Vladimiro Montesinos.
Ha estrenado su segundo largometraje, La Pasión de Javier (2019). La película, inspirada en la vida del poeta Javier Heraud, es protagonizada por Stefano Tosso. Cuenta, además, con las participaciones de Vania Accineli, Sofía Rocha, Lucho Cáceres, entre otros. Se filmó en Lima, París y la selva de Madre de Dios. Contó con el apoyo del fondo Ibermedia de España, y del Ministerio de Cultura del Perú.

## Filmografía
- Matalaché (miniserie) (1988), Teleserie de ficción.
- La historia de Liz Rojas (2007), Cortometraje documental.
- Caiga quien caiga (2018), Largometraje de ficción.
- La pasión de Javier (2019), Largometraje de ficción.
- El Largo Camino de Castilla (TBA), Largometraje de ficción.[10] [11]

## Premios
- La Pasion de Javier - Ganador PRIX DU PUBLIC 17 Festival Images Hispano – Américaines Annecy – France 2022.
- La Pasión de Javier - Ganador PRIX DU PUBLIC Festival 2021 CINEMA HISPANIQUE en Clemort Ferrand – Francia.
- La Pasión de Javier - Ganador Mejor Film del GRAND PRIX Festival de Cinéma Péruvien de Paris, Selección Oficial y Premio «Le Soleil Tournant» Mejor Film del Festival 2021, Paris – Francia.